# بث لیتلفورد
بث لیتلفورد (انگلیسی: Beth Littleford؛ زادهٔ ۱۷ ژوئیهٔ ۱۹۶۸) هنرپیشه اهل ایالات متحده آمریکا است. وی از سال ۱۹۹۶ میلادی تاکنون مشغول فعالیت بوده‌است.

## گزیدهٔ آثار

### سینما
- مکانی خشک و خنک (۱۹۹۸)
- معما، آلاسکا (۱۹۹۹)
- دریل‌بیت تیلور (۲۰۰۸)
- جوگیر (۲۰۱۰)

### تلویزیون
- کدبانوهای وامانده (۲۰۱۱–۲۰۱۰)
- قواعد نامزدی (۲۰۱۰–۲۰۰۹)
- نمایش روزانه (۲۰۰۰–۱۹۹۶)